# Isard bosszúja
Isard bosszúja (angolul: Isard's Revenge) 1999-ben megjelent Csillagok háborúja könyv, írója Michael Austin Stackpole. A könyv az X-szárnyúak sorozat nyolcadik regénye. A könyv cselekménye kronológiailag Az utolsó parancs és az Én, a Jedi című könyvek között van. A könyv cselekménye a Yavini csata után 9 évvel játszódik.

## Fordítás
- Ez a szócikk részben vagy egészben  az   Isard's Revenge című angol Wikipédia-szócikk ezen változatának fordításán alapul.  Az eredeti cikk szerkesztőit annak laptörténete sorolja fel. Ez a jelzés csupán a megfogalmazás eredetét és a szerzői jogokat jelzi, nem szolgál a cikkben szereplő információk forrásmegjelöléseként.